# Universidad de Chile (métro de Santiago)
Universidad de Chile est une station des lignes 1 et 3 du métro de Santiago. Elle est située sous l'avenue du Libérateur Bernardo O'Higgins, devant le bâtiment principal de l'université du Chili, à Santiago au Chili.

## Situation sur le réseau
Sur la ligne 1, la station se situe entre La Moneda au 
sud-ouest, en direction de San Pablo, et Santa Lucía au nord-est, en direction de Los Dominicos.
Sur la ligne 3, elle se situe entre Plaza de Armas au nord, en direction de Los Libertadores, et Parque Almagro au sud, en direction de Fernando Castillo Velasco.

## Histireo
La station est ouverte le 31 mars 1977, lors de la mise en service du prolongement de la ligne 1 de Moneda à Salvador.
Le 22 janvier 2019, la ligne 3 est ouverte à la circulation, en correspondance avec la ligne 1.

## Services aux voyageurs

### Accès et accueil
La station comprend cinq accès dont un est équipé d'ascenseurs.